# خمس (خلخال)
خمس روستایی است که در استان اردبیل، شهرستان خلخال، بخش مرکزی، دهستان خانندبیل شرقی قرار دارد.

## آثارباستانی و تاریخی
امامزاده آقاسید ابراهیم از فرزندان موسی کاظم و امامزاده آقامیر زمان نیز اشاره کرد. همچنین مسجد علیاء حاج عبدالغنی رزاقی خمسی و مسجد جامع از آثار دوره قاجاریه، ارمنی کندی که در شمال و مجاور روستا بوده و قبرستان آنها نیز هنوز است.

## مسجد حاج عبدالغنی رزاقی خمس
مسجد علیاء حاج عبدالغنی رزاقی خمسی مربوط به دوره قاجار است و در شهرستان خلخال، روستای خمس (خلخال) واقع شده و این اثر در تاریخ ۱۹ مرداد ۱۳۷۹ با شمارهٔ ثبت ۲۷۶۴ به‌عنوان یکی از آثار ملی ایران به ثبت رسیده‌است.

## جمعیت
بر اساس سرشماری سال ۱۳۸۵ جمعیت این روستا ۱۰۵۱ نفر با ۲۹۵ خانوار بوده‌است.